# Jaciguá
Jaciguá é um distrito do município de Vargem Alta, no Espírito Santo, sendo o dsitrito mais populoso do município após a sede. 

## História
O distrito de Jaciguá tem origem no povoado de São José, que em divisão administrativa referente ao ano de 1911 já figurava como distrito de Cachoeiro de Itapemirim.
Em 27/06/1910 é inaugurada no povoado pela Estrada de Ferro Leopoldina a estação ferroviária Virgínia. Pela Lei Estadual n.º 1.006 de 23/10/1915 o distrito de São José passou a denominar-se Virgínia, a mesma denominação da estação.
Pelo Decreto-Lei Estadual n.º 15.177 de 31/12/1943 o distrito passa a denominar-se Jaciguá. E pela Lei Estadual n.º 4.063 de 06/05/1988 o distrito passa a integrar o novo município de Vargem Alta.

### Toponímia
"Jaciguá" procede de jaceguai, que era um termo da língua geral meridional que designava uma planta da família das cucurbitáceas.

## Geografia

### Localização
O distrito está situado na região sul do município.

### População
Pelo Censo 2010 (IBGE) a população total do distrito era de 5 648 habitantes, e a população urbana era de 1 864 habitantes. Fazendo com que o distrito fosse mais populoso que a própria sede de Vargem Alta.
Após dados do Censo 2022, o dsitrito passa a ter uma população reduzida em 5.228 habitantes, ocupando o segundo lugar entre os mais populosos.